# Xã Missouri River, Quận St. Louis, Missouri
Xã Missouri River (tiếng Anh: Missouri River Township) là một xã thuộc quận St. Louis, tiểu bang Missouri, Hoa Kỳ. Năm 2010, dân số của xã này là 34.992 người.